# Кино морального беспокойства
«Кино морального беспокойства» — термин, введённый кинорежиссёром Янушем Киёвским. Он покрывает основную часть творчества таких известных режиссёров как Анджей Вайда и Кшиштоф Занусси.
Это направление преобладало в польском кинематографе примерно с 1976 по 1981 гг. В нём выразилась общая обеспокоенность тем, что идеи и лозунги правящей коммунистической партии всё меньше соотносились с действительностью. Общими характеристиками фильмов этого течения стали сопротивление деградации личности и утрате ею свободы воли, обличение коммунистической индоктринации, осуждение лживости государственной пропаганды и т. д. Особое внимание кинематографисты уделяли невыносимым деталям повседневности, столкновениям желания жить по-человечески и нравственности, которые были неминуемы в условиях режима.
Крупнейшими представителями были Кшиштоф Кесьлёвский, Агнешка Холланд, Анджей Вайда, Кшиштоф Занусси и другие польские режиссёры.